# João Câmara
João Câmara é um município brasileiro no interior do estado do Rio Grande do Norte. Fundada em 1928, é conhecida como Terra dos Abalos e Baixa Verde. Sua área territorial é de 715 km² e sua população, conforme o Estimativas do IBGE de 2024, era de 34 768 habitantes.

## Geografia
O território de João Câmara ocupa 714,971 km² de área (1,3538% da superfície estadual), dos quais 10,4036 km² constituem a área urbana (2019). Limita-se com Parazinho e Touros a norte; Bento Fernandes a sul; Pureza, Poço Branco e novamente Touros a leste e Jandaíra e Jardim de Angicos a oeste. A cidade está a 80 quilômetros da capital estadual, Natal, do qual é interligado pela BR-406.
O relevo de João Câmara está inserido em três unidades geomorfológicas distintas: a Depressão Sertaneja, a Chapada da Serra Verde e os tabuleiros costeiros. A geologia é marcada por terrenos da Bacia Potiguar a norte, onde estão as formações Açu e Jandaíra, e do embasamento cristalino, mais antiga, a sul. João Câmara possui parte do seu território na Falha Samambaia, a maior falha geológica do Brasil, com 38 km de comprimento e 4 km de largura, cuja profundidade varia entre 1 e 9 km. São encontrados no município quatro diferentes tipos de solo: as areias quartzosas (neossolos), o cambissolo, o podzólico vermelho-amarelo equivalente eutrófico (luvissolo) e o vertissolo.
Cortado pelo rio Ceará-Mirim, João Câmara possui 38,01% do seu território na faixa litorânea norte de escoamento difuso, 36,18% na bacia hidrográfica do rio Ceará-Mirim e 25,82% na bacia do rio Maxaranguape. Também cortam o município os riachos do Cabelo, do Cravo, da América, da Fazenda, do Canivete, da Negra e da Onça. O clima, por sua vez, é semiárido, com período chuvoso de março a junho e índice pluviométrico de 656 mm/ano (1930-2020).
Segundo a Empresa de Pesquisa Agropecuária do Rio Grande do Norte (EMPARN), que possui dados pluviométricos de João Câmara desde 1930, o maior acumulado de precipitação em 24 horas atingiu 190,2 mm em 19 de março de 2023, seguido por 138,5 mm em 30 de julho de 1998. Desde novembro de 2018, quando entrou em operação uma estação meteorológica automática da EMPARN na cidade, as temperaturas variaram de 16 °C em 14 de julho de 2020 a 36,1 °C em 11 de janeiro de 2019.
| Dados climatológicos para João Câmara                                                           | Dados climatológicos para João Câmara | Dados climatológicos para João Câmara | Dados climatológicos para João Câmara | Dados climatológicos para João Câmara | Dados climatológicos para João Câmara | Dados climatológicos para João Câmara | Dados climatológicos para João Câmara | Dados climatológicos para João Câmara | Dados climatológicos para João Câmara | Dados climatológicos para João Câmara | Dados climatológicos para João Câmara | Dados climatológicos para João Câmara | Dados climatológicos para João Câmara |
| Mês                                                                                             | Jan                                   | Fev                                   | Mar                                   | Abr                                   | Mai                                   | Jun                                   | Jul                                   | Ago                                   | Set                                   | Out                                   | Nov                                   | Dez                                   | Ano                                   |
| ----------------------------------------------------------------------------------------------- | ------------------------------------- | ------------------------------------- | ------------------------------------- | ------------------------------------- | ------------------------------------- | ------------------------------------- | ------------------------------------- | ------------------------------------- | ------------------------------------- | ------------------------------------- | ------------------------------------- | ------------------------------------- | ------------------------------------- |
| Temperatura máxima recorde (°C)                                                                 | 36,1                                  | 35,7                                  | 35,2                                  | 35,9                                  | 35                                    | 34,9                                  | 33,6                                  | 34,4                                  | 34,7                                  | 35,6                                  | 35,4                                  | 35,6                                  | 36,1                                  |
| Temperatura mínima recorde (°C)                                                                 | 18,7                                  | 20,2                                  | 20,2                                  | 20,1                                  | 19,3                                  | 18,2                                  | 16                                    | 16,4                                  | 16,6                                  | 17,8                                  | 18,1                                  | 18,1                                  | 16                                    |
| Precipitação (mm)                                                                               | 39                                    | 60,5                                  | 105,9                                 | 115,9                                 | 96,2                                  | 95,6                                  | 78                                    | 32                                    | 12,8                                  | 4,2                                   | 5,1                                   | 10,8                                  | 656                                   |
| Fonte: EMPARN (recordes de temperatura: 05/11/2018-presente; médias de precipitação: 1930-2020) |                                       |                                       |                                       |                                       |                                       |                                       |                                       |                                       |                                       |                                       |                                       |                                       |                                       |

## Bairros

### Zona urbana
- Açudinho
- Barroso
- Bela Vista
- Boa Vista
- Ceac
- Centro
- Cohab
- Gafuringa
- IPE
- Nossa Srª de Fatima
- Planalto
- Rua do Cemitério
- São Francisco
- Serraria
- Vila Nova
- Vila Verde

### Zona rural
- Assunção
- Corte
- Queimadas
- Matão Aristides
- Morada Nova
- São Geraldo

## Parque eólico
João Câmara é apontada como uma das cidades com maior potencial turístico do Rio Grande do Norte, porém a falta de investimento fez com que a belíssima Serra do Torreão caísse na invisibilidade. O Torreão que ganhou esse nome por sua estrutura pontiaguda e alta, possui aproximadamente mais de 160 metros com fauna e flora estipulada em mais de 600 tipos de espécies (algumas já estudadas por cientistas internacionais), a serra está localizada nas proximidades da comunidade do corte. Em algumas épocas do ano a sensação térmica na sua escalada chega a 14 ºC.

A cidade ainda possui um parque eólico chamando de Morro dos Ventos localizado em Queimadas, construindo por uma empresa privada alemã, a parti de que estudos apontaram o potencial dos ventos na região para gerar energias renováveis. O Resultado da obra trouxe ao município um número extenso de imigrantes vindo de várias regiões do País e de outros Países, além da geração de empregos, impactos sociais e uma admirável paisagem.